# 内尔河
内尔河（法語：Nère，法語發音：[nɛʁ]）是法国谢尔省的河流，是大索尔德河的支流，长39.3千米。